# Фонтен-ан-Дюэмуа
Фонте́н-ан-Дюэмуа́ (фр. Fontaines-en-Duesmois) — коммуна во Франции, находится в регионе Бургундия. Департамент коммуны — Кот-д’Ор. Входит в состав кантона Беньё-ле-Жюиф. Округ коммуны — Монбар.
Код INSEE коммуны — 21276.

## Население
Население коммуны на 2010 год составляло 128 человек.
| 1962 | 1968 | 1975 | 1982 | 1990 | 1999 | 2010 |
| ---- | ---- | ---- | ---- | ---- | ---- | ---- |
| 198  | 175  | 171  | 134  | 124  | 126  | 128  |

## Экономика
В 2010 году среди 79 человек трудоспособного возраста (15—64 лет) 62 были экономически активными, 17 — неактивными (показатель активности — 78,5 %, в 1999 году было 66,7 %). Из 62 активных жителей работали 58 человек (37 мужчин и 21 женщина), безработных было 4 (3 мужчин и 1 женщина). Среди 17 неактивных 6 человек были учениками или студентами, 9 — пенсионерами, 2 были неактивными по другим причинам.